# Ковшово (Шекснинский район)
Ковшово — деревня в Шекснинском районе Вологодской области.
Входит в состав сельского поселения Угольского, с точки зрения административно-территориального деления — в Угольский сельсовет.
Расстояние по автодороге до районного центра Шексны — 35 км, до центра муниципального образования Покровского — 9 км. Ближайшие населённые пункты — Макарьино, Грамотино, Сусловское.
По переписи 2002 года население — 9 человек.